# Gabinetto della prima presidenza di Donald Trump

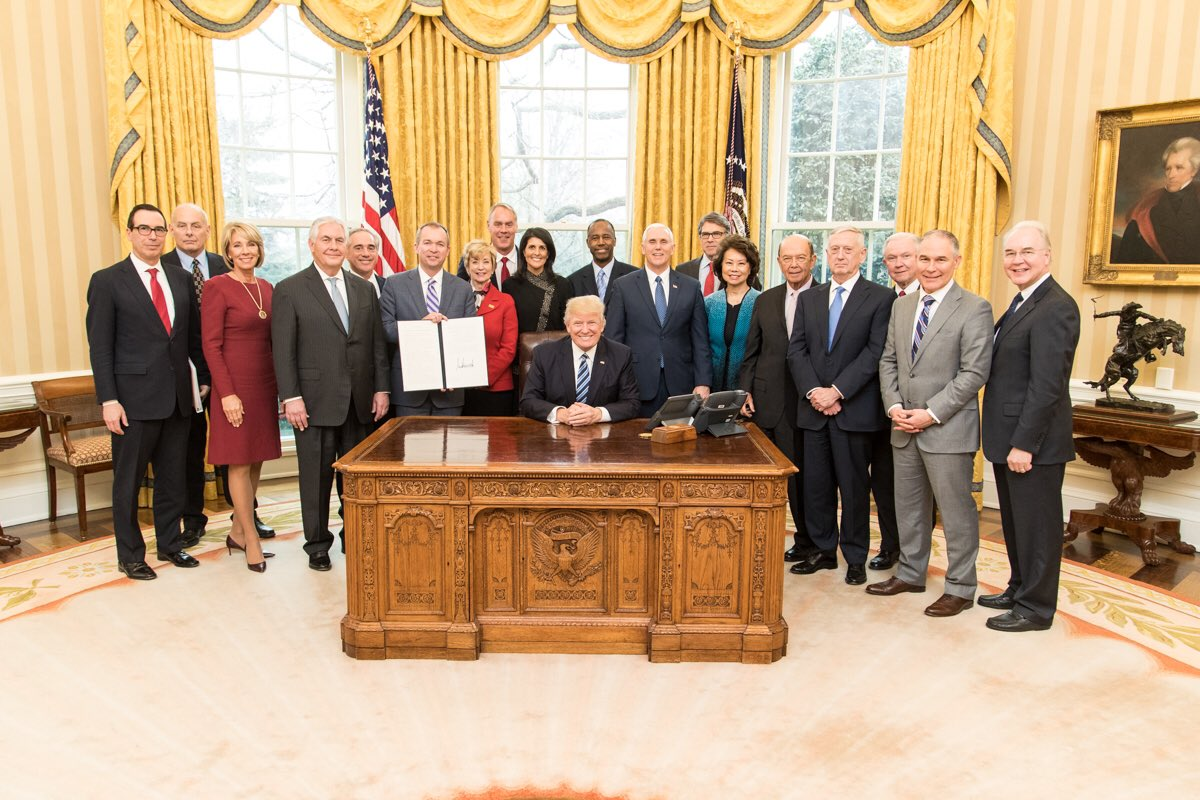
La prima riunione di gabinetto della presidenza Trump, 13 marzo 2017.

Il Governo Trump I è l'organo esecutivo degli Stati Uniti d'America in carica durante la prima presidenza di Donald Trump, iniziata il 20 gennaio 2017 e conclusasi il 20 gennaio 2021. 
Presieduto dal Presidente degli Stati Uniti, è composto anche dal Vicepresidente, dai quindici segretari a capo dei dipartimenti esecutivi federali, e da altri sette funzionari governativi di alto livello a cui è riconosciuto rango di membri di gabinetto.

## Formazione della squadra di governo
Trump e la sua squadra di transizione presidenziale, guidata da Chris Christie nell'estate del 2016 e dal Vicepresidente eletto Mike Pence dopo la vittoria elettorale di novembre, con l'aiuto di decine di esperti, iniziarono a rendere pubbliche le scelte sulla composizione del futuro gabinetto a partire dal 18 novembre 2016, quando il senatore Jeff Sessions fu formalmente selezionato come nuovo procuratore generale, il generale Michael Flynn come consigliere per la sicurezza nazionale e Mike Pompeo per la direzione della CIA.
Tra le altre figure di primo piano, il finanziere Steven Mnuchin il 30 novembre fu designato Segretario al tesoro, mentre il 6 dicembre l'ex generale James Mattis fu nominato Segretario della difesa. Poiché la legge prevede che per ricoprire quest'ultima posizione (considerata una posizione civile) occorre non aver prestato servizio militare nei sette anni precedenti e Mattis si era congedato dalla vita militare solo nel 2013, per consentirgli di assumere l'incarico il Congresso nelle prime settimane di gennaio varò un'apposita esenzione, il 20 gennaio 2017 tra i primi atti ad essere ratificati dal nuovo Presidente.
Il 13 dicembre l'amministratore delegato della ExxonMobil Rex Tillerson fu poi nominato Segretario di Stato; scelto anche su suggerimento degli ex segretari Condoleezza Rice e Robert Gates, Tillerson subito dopo la nomina fu criticato per i suoi precedenti rapporti con aziende petrolchimiche russe e conseguenti possibili conflitti di interesse nei rapporti con la Russia. Le ultime nomine furono rese note a metà gennaio, a pochi giorni dall'insediamento presidenziale.
Eccetto il Vicepresidente e il capo di gabinetto, tutti i componenti sono soggetti ad approvazione da parte del Senato, che ha iniziato le apposite sessioni di udienza il 10 gennaio 2017. Nel pomeriggio del 20 gennaio 2017 sono stati confermati dal Senato e hanno prestato giuramento per primi il Segretario della Difesa Mattis e il Segretario della Sicurezza Interna Kelly. David Shulkin è stato il membro designato del gabinetto di Donald Trump a registrare il più alto consenso parlamentare, venendo confermato con un voto di 100 a 0; tra i più apprezzati anche Mattis, confermato con un solo voto contrario. La Segretaria dell'Istruzione scelta Betsy DeVos è risultata invece la più controversa: ampiamente criticata dai democratici sia per alcune dichiarazioni fatte nella sua sessione di udienza al Senato, sia per la sua generale mancanza di esperienza nel settore dell'istruzione pubblica statunitense, ha ottenuto l'approvazione per un voto di scarto e solo grazie allo storico intervento del Vicepresidente Pence – il quale è anche Presidente del Senato, che tradizionalmente non vota in circostanze del genere –, determinante per fissare il risultato finale sul 51-50.
Il 15 febbraio 2017 il segretario designato per il dipartimento del lavoro, Andy Puzder, finito al centro di controversie legate alla sua carriera aziendale, all'aver assunto un immigrante irregolare come maggiordomo e per essere stato accusato di abusi coniugali durante la sua causa di separazione, ha ritirato la sua disponibilità ad accettare l'incarico; al suo posto Trump ha nominato Alexander Acosta. Due giorni prima Flynn si era dimesso da consigliere per la sicurezza nazionale per aver interloquito, prima dell'insediamento, con l'ambasciatore russo senza riferirlo alla squadra di transizione presidenziale, venendo sostituito il 20 febbraio da Herbert R. McMaster.
Secondo molti analisti, la scelta dei componenti si allinea particolarmente a un'ideologia politica conservatrice, anche se in diversi casi la relativa poca esperienza in politica e nel settore pubblico non permette associazioni a precise identificazioni politiche. Così come il Presidente, un terzo dei segretari nominati è costituito infatti da personalità provenienti dal settore privato, senza significative esperienze nella pubblica amministrazione e senza aver ricoperto un alto grado militare; si tratta di una percentuale tra le più alte nella storia statunitense, paragonabile solo ai gabinetti di William McKinley, Ronald Reagan e Dwight Eisenhower.
Rispetto alla precedente amministrazione i componenti salgono di un'unità, arrivando a ventiquattro componenti oltre al Presidente; non ne fa più parte il direttore del Consiglio dei Consulenti Economici, mentre acquisiscono rango di membri di gabinetto il direttore della CIA e il direttore dell'Intelligence nazionale.

### Avvicendamenti
Il 29 settembre 2017 il segretario della salute Tom Price si dimette dopo essere stato accusato di concedersi lussi personali a spese dei contribuenti; il 13 novembre 2017 Trump annuncia l'intenzione di sostituirlo con Alex Azar, che assume l'incarico il 29 gennaio 2018.
Il 6 dicembre 2017 Kirstjen Nielsen diventa il nuovo segretario della sicurezza interna, posto rimasto vacante dopo essere stato lasciato da John Kelly a fine luglio 2017 per diventare nuovo capo di gabinetto.
Il 13 marzo 2018 Mike Pompeo diventa il nuovo segretario di Stato al posto di Rex Tillerson mentre Gina Haspel diventa nuovo direttore della CIA.

## Componenti
| Ufficio                                                       | Titolare            | Data di nomina   | Approvazione del Senato                                           | Giuramento                          | Fine mandato      |
| ------------------------------------------------------------- | ------------------- | ---------------- | ----------------------------------------------------------------- | ----------------------------------- | ----------------- |
| Presidenza                                                    |                     |                  |                                                                   |                                     |                   |
| — Presidente                                                  | Donald Trump        | –                | –                                                                 | 20 gennaio 2017                     | 20 gennaio 2021   |
| — Vicepresidente                                              | Mike Pence          | –                | –                                                                 | 20 gennaio 2017                     | 20 gennaio 2021   |
| Segretari dei dipartimenti                                    |                     |                  |                                                                   |                                     |                   |
| — Segretario di Stato                                         | Rex Tillerson       | 13 dicembre 2016 | Udienza: 11 gennaio 2017 Voto finale: 1º febbraio 2017 (56-43)    | 1º febbraio 2017                    | 31 marzo 2018     |
| — Segretario di Stato                                         | John J. Sullivan    | facente funzioni | facente funzioni                                                  | 1º aprile 2018                      | 26 aprile 2018    |
| — Segretario di Stato                                         | Mike Pompeo         | 13 marzo 2018    | Udienza: 12 aprile 2018 Voto finale: 26 aprile 2018 (57-42)       | 26 aprile 2018                      | 20 gennaio 2021   |
| — Segretario al tesoro                                        | Steven Mnuchin      | 30 novembre 2016 | Udienza: 19 gennaio 2017 Voto finale: 13 febbraio 2017 (53-47)    | 13 febbraio 2017                    | 20 gennaio 2021   |
| — Segretario della Difesa                                     | James Mattis        | 6 dicembre 2016  | Udienza: 12 gennaio 2017 Voto finale: 20 gennaio 2017 (98-1)      | 20 gennaio 2017                     | 1º gennaio 2019   |
| — Segretario della Difesa                                     | Patrick Shanahan    | facente funzioni | facente funzioni                                                  | 1º gennaio 2019                     | 23 giugno 2019    |
| — Segretario della Difesa                                     | Mark Esper          | 24 giugno 2019   | Udienza: 16 luglio 2019 Voto finale: 23 luglio 2019 (90-8)        | 23 luglio 2019                      | 9 novembre 2020   |
| — Procuratore generale                                        | Jeff Sessions       | 18 novembre 2016 | Udienza: 10 gennaio 2017 Voto finale: 8 febbraio 2017 (52-47)     | 9 febbraio 2017                     | 7 novembre 2018   |
| — Procuratore generale                                        | Matthew Whitaker    | facente funzioni | facente funzioni                                                  | 7 novembre 2018                     | 14 febbraio 2019  |
| — Procuratore generale                                        | William Pelham Barr | 7 dicembre 2018  | Udienza: 15 gennaio 2019 Voto finale: 14 febbraio 2019 (54-45)    | 14 febbraio 2019                    | 23 dicembre 2020  |
| — Segretario degli Interni                                    | Ryan Zinke          | 15 dicembre 2016 | Udienza: 17 gennaio 2017 Voto finale: 1º marzo 2017 (68-31)       | 1º marzo 2017                       | 1º gennaio 2019   |
| — Segretario degli Interni                                    | David Bernhardt     | 4 febbraio 2019  | Udienza: 28 marzo 2019 Voto finale: 11 aprile 2019 (56-41)        | 11 aprile 2019                      | 20 gennaio 2021   |
| — Segretario dell'Agricoltura                                 | Sonny Perdue        | 19 gennaio 2017  | Udienza: 30 marzo 2017 Voto finale: 24 aprile 2017 (87-11)        | 25 aprile 2017                      | 20 gennaio 2021   |
| — Segretario al Commercio                                     | Wilbur Ross         | 30 novembre 2016 | Udienza: 18 gennaio 2017 Voto finale: 27 febbraio 2017 (72-27)    | 28 febbraio 2017                    | 20 gennaio 2021   |
| — Segretario del Lavoro                                       | Alexander Acosta    | 15 febbraio 2017 | Udienza: 30 marzo 2017 Voto finale: 27 aprile 2017 (60-38)        | 27 aprile 2017                      | 19 luglio 2019    |
| — Segretario del Lavoro                                       | Patrick Pizzella    | facente funzioni | facente funzioni                                                  | 20 luglio 2019                      | 30 settembre 2019 |
| — Segretario del Lavoro                                       | Eugene Scalia       | 18 luglio 2019   | Udienza: 26 settembre 2019 Voto finale: 30 settembre 2019 (53-44) | 30 settembre 2019                   | 20 gennaio 2021   |
| — Segretario della Salute e dei Servizi Umani                 | Tom Price           | 29 novembre 2016 | Udienza: 18 gennaio 2017 Voto finale: 10 febbraio 2017 (52-47)    | 10 febbraio 2017                    | 29 settembre 2017 |
| — Segretario della Salute e dei Servizi Umani                 | Don J. Wright       | facente funzioni | facente funzioni                                                  | 29 settembre 2017                   | 10 ottobre 2017   |
| — Segretario della Salute e dei Servizi Umani                 | Eric Hargan         | facente funzioni | facente funzioni                                                  | 10 ottobre 2017                     | 29 gennaio 2018   |
| — Segretario della Salute e dei Servizi Umani                 | Alex Azar           | 13 novembre 2017 | Udienza: 9 gennaio 2018 Voto finale: 24 gennaio 2018 (55-43)      | 29 gennaio 2018                     | 20 gennaio 2021   |
| — Segretario della Casa e dello Sviluppo Urbano               | Ben Carson          | 5 dicembre 2016  | Udienza: 12 gennaio 2017 Voto finale: 2 marzo 2017 (58-41)        | 2 marzo 2017                        | 20 gennaio 2021   |
| — Segretario dei Trasporti                                    | Elaine Chao         | 29 novembre 2016 | Udienza: 11 gennaio 2017 Voto finale: 31 gennaio 2017 (93-6)      | 31 gennaio 2017                     | 11 gennaio 2021   |
| — Segretario dell'Energia                                     | Rick Perry          | 14 dicembre 2016 | Udienza: 19 gennaio 2017 Voto finale: 2 marzo 2017 (62-37)        | 2 marzo 2017                        | 1º dicembre 2019  |
| — Segretario dell'Energia                                     | Dan Brouillette     | 7 novembre 2019  | Udienza: 2 dicembre 2019 Voto finale: 4 dicembre 2019 (70-15)     | 4 dicembre 2019                     | 20 gennaio 2021   |
| — Segretario dell'Istruzione                                  | Betsy DeVos         | 23 novembre 2016 | Udienza: 17 gennaio 2017 Voto finale: 7 febbraio 2017 (51-50)     | 7 febbraio 2017                     | 8 gennaio 2021    |
| — Segretario degli Affari dei Veterani                        | David Shulkin       | 11 gennaio 2017  | Udienza: 1º febbraio 2017 Voto finale: 13 febbraio 2017 (100-0)   | 14 febbraio 2017                    | 28 marzo 2018     |
| — Segretario degli Affari dei Veterani                        | Robert Wilkie       | 28 marzo 2018    | Udienza: 27 giugno 2018 Voto finale: 23 luglio 2018 (86-9)        | 28 marzo 2018 (f.f.) 30 luglio 2018 | 20 gennaio 2021   |
| — Segretario della Sicurezza Interna                          | John F. Kelly       | 12 dicembre 2016 | Udienza: 10 gennaio 2017 Voto finale: 20 gennaio 2017 (88-11)     | 20 gennaio 2017                     | 31 luglio 2017    |
| — Segretario della Sicurezza Interna                          | Elaine Duke         | facente funzioni | facente funzioni                                                  | 31 luglio 2017                      | 6 dicembre 2017   |
| — Segretario della Sicurezza Interna                          | Kirstjen Nielsen    | 11 ottobre 2017  | Udienza: 8 novembre 2017 Voto finale: 5 dicembre 2017 (62-37)     | 6 dicembre 2017                     | 7 aprile 2019     |
| — Segretario della Sicurezza Interna                          | Kevin McAleenan     | facente funzioni | facente funzioni                                                  | 11 aprile 2019                      | 13 novembre 2019  |
| — Segretario della Sicurezza Interna                          | Chad Wolf           | facente funzioni | facente funzioni                                                  | 13 novembre 2019                    | 20 gennaio 2021   |
| Funzionari con rango di membri di Gabinetto                   |                     |                  |                                                                   |                                     |                   |
| — Capo di gabinetto della Casa Bianca                         | Reince Priebus      | 13 novembre 2016 | –                                                                 | 20 gennaio 2017                     | 31 luglio 2017    |
| — Capo di gabinetto della Casa Bianca                         | John F. Kelly       | 28 luglio 2017   | –                                                                 | 31 luglio 2017                      | 2 gennaio 2019    |
| — Capo di gabinetto della Casa Bianca                         | Mick Mulvaney       | facente funzioni | facente funzioni                                                  | 2 gennaio 2019                      | 31 marzo 2020     |
| — Capo di gabinetto della Casa Bianca                         | Mark Meadows        | 6 marzo 2020     | –                                                                 | 31 marzo 2020                       | 20 gennaio 2021   |
| — Rappresentante per il Commercio                             | Robert Lighthizer   | 3 gennaio 2017   | Udienza: 25 aprile 2017 Voto finale: 11 maggio 2017 (82-14)       | 15 maggio 2017                      | 20 gennaio 2021   |
| — Direttore dell'Intelligence nazionale                       | Dan Coats           | 7 gennaio 2017   | Udienza: 9 marzo 2017 Voto finale: 15 marzo 2017 (85-12)          | 16 marzo 2017                       | 15 agosto 2019    |
| — Direttore dell'Intelligence nazionale                       | Joseph Maguire      | facente funzioni | facente funzioni                                                  | 16 agosto 2019                      | 20 gennaio 2021   |
| — Ambasciatore presso le Nazioni Unite                        | Nikki Haley         | 23 novembre 2016 | Udienza: 18 gennaio 2017 Voto finale: 24 gennaio 2017 (96-4)      | 25 gennaio 2017                     | 31 dicembre 2018  |
| — Ambasciatore presso le Nazioni Unite                        | Jonathan Cohen      | facente funzioni | facente funzioni                                                  | 1º gennaio 2019                     | 20 gennaio 2021   |
| — Direttore dell'Ufficio per la gestione e il bilancio        | Mick Mulvaney       | 17 dicembre 2016 | Udienza: 24 gennaio 2017 Voto finale: 16 febbraio 2017 (51-49)    | 16 febbraio 2017                    | 20 gennaio 2021   |
| — Direttore della CIA                                         | Mike Pompeo         | 18 novembre 2016 | Udienza: 12 gennaio 2017 Voto finale: 23 gennaio 2017 (66-32)     | 23 gennaio 2017                     | 13 marzo 2018     |
| — Direttore della CIA                                         | Gina Haspel         | 13 marzo 2018    | Udienza: 16 maggio 2018 Voto finale: 17 maggio 2018 (54-45)       | 21 maggio 2018                      | 19 gennaio 2021   |
| — Amministratore dell'Agenzia per la protezione dell'ambiente | Scott Pruitt        | 8 dicembre 2016  | Udienza: 18 gennaio 2017 Voto finale: 17 febbraio 2017 (51-49)    | 17 febbraio 2017                    | 5 luglio 2018     |
| — Amministratore dell'Agenzia per la protezione dell'ambiente | Andrew R. Wheeler   | 16 novembre 2018 | Udienza: 16 gennaio 2019 Voto finale: 28 febbraio 2019 (52-47)    | 28 febbraio 2019                    | 20 gennaio 2021   |
| — Amministratore dell'agenzia per le piccole imprese          | Linda McMahon       | 7 dicembre 2016  | Udienza: 24 gennaio 2017 Voto finale: 14 febbraio 2017 (81-19)    | 14 febbraio 2017                    | 12 aprile 2019    |
| — Amministratore dell'agenzia per le piccole imprese          | Chris Pilkerton     | facente funzioni | facente funzioni                                                  | 13 aprile 2019                      | 14 gennaio 2020   |
| — Amministratore dell'agenzia per le piccole imprese          | Jovita Carranza     | 31 luglio 2019   | Udienza: 7 gennaio 2020 Voto finale: 14 gennaio 2020 (88-5)       | 14 gennaio 2020                     | 20 gennaio 2021   |